# Wahl des Legislativ-Yuans der Republik China (Taiwan) 2004
Die Wahl des Legislativ-Yuans der Republik China 2004 fand am 11. Dezember 2004 statt. Gewählt wurden die 225 Parlamentarier des Legislativ-Yuans, der gesetzgebenden Versammlung der Republik China auf Taiwan. Infolge der Wahl änderten sich die vorbestehenden Mehrheitsverhältnisse im Legislativ-Yuan nur geringfügig. Bei den Oppositionsparteien der pan-blauen Koalition gewann die Kuomintang (KMT) hinzu, dafür verlor die Qinmindang entsprechend. Die Sitzanteile der Parteien der pan-grünen Koalition des amtierenden Präsidenten Chen Shui-bian (Demokratische Fortschrittspartei DPP) blieben nahezu unverändert. Nach der Wahl verfügten die Parteien der Pan-blauen Koalition somit weiterhin über eine knappe Mehrheit im Legislativ-Yuan.

## Vorgeschichte
Die Präsidentenwahl im Jahr 2000 hatte in Taiwan ein kleines politisches Erdbeben ausgelöst. Die Wahl gewann der Kandidat der Demokratischen Fortschrittspartei (DPP) Chen Shui-Bian. Chen erhielt zwar nur 39,3 % der Stimmen, jedoch reichte dies zum Gewinn der Wahl aus, da verfassungsmäßig nur die relative Stimmenmehrheit erforderlich war. Die bislang dominierende Kuomintang war innerparteilich zerstritten und hatte sich nicht auf einen gemeinsamen Kandidaten einigen können, so dass dort zwei konkurrierende Kandidaten gegeneinander antraten. Infolge der Wahl gelangte erstmals seit Bestehen der Republik China auf Taiwan 1949 eine Person an die Spitze des Staates, der nicht der Kuomintang angehörte. Letztlich infolge dieser politischen Umwälzung kam es auch zur Gründung zweier neuer politischer Parteien, der Qinmindang im pan-blauen Lager und der Taiwanischen Solidaritätsunion im pan-grünen Lager.
Die fundamentale Frage, die das Parteienspektrum in zwei große politische Lager teilte, war die Frage des Verhältnisses Taiwans zur Volksrepublik China. Die Parteien des pan-blauen Lagers vertraten den Standpunkt, dass Taiwan sich weiter als Teil Chinas verstehen solle und weiterhin das Ziel einer „Wiedervereinigung“ mit Festlandchina anstreben solle. Diese Vereinigung solle jedoch unter demokratischen Verhältnissen stattfinden und nicht unter der Ägide der in der Volksrepublik China regierenden Kommunistischen Partei. Die Parteien der pan-grünen Koalition befürworten dagegen eine eigenstaatliche Entwicklung Taiwans, unabhängig von Festlandchina.
Bei der Wahl des Legislativ-Yuans im Jahr 2001 erlitt die KMT zwar deutliche Verluste – im Wesentlichen bedingt durch die Neugründung von Qinmindang und TSU, an deren Spitze jeweils ehemalige KMT-Politiker standen – und die DPP erreichte Zugewinne. Insgesamt gewannen die Parteien der pan-blauen Koalition jedoch die Mehrheit im Legislativ-Yuan. Präsident Chen sah sich somit einem Parlament gegenüber, das von der Opposition dominiert wurde. Zudem war das politische Klima zwischen dem pan-grünen und pan-blauen Lager extrem polarisiert und beide Seiten warfen sich jeweils Verrat an taiwanischen Interessen vor. Dadurch wurde die Regierungsarbeit zum Teil gehemmt und Chen konnte seine Gesetzesvorhaben zum großen Teil nicht umsetzen. Die Politik Chens entsprach einer Art Mittelweg. Einerseits vermied er eine offene Konfrontation mit der Volksrepublik China und eine einseitige Unabhängigkeitserklärung Taiwans, andererseits bemühte er sich um Stärkung einer taiwanischen Identität. Bei der Präsidentenwahl am 20. März 2004 einigten sich die Parteien des pan-blauen Lagers, eingedenk der Erfahrungen aus dem Jahr 2000 auf einen gemeinsamen Kandidaten. Chen Shui-bian konnte die Wahl jedoch, obwohl er in den Meinungsumfragen der letzten Jahre zum Teil erheblich zurückgelegen hatte, mit einer hauchdünnen Mehrheit von 50,11 % zu 49,89 % gewinnen.
Während der Wahlkampfkampagne zur Legislativ-Yuan-Wahl verfolgte Chen Shui-bian eine ähnliche Strategie, wie bei der vorangegangenen Präsidentenwahl. Er betonte die Eigenständigkeit Taiwans und versprach, staatliche Institutionen so umzubenennen, dass die Bezeichnung „China“ durch „Taiwan“ ersetzt würde. Ein wesentliches Wahlkampfthema war auch die Frage einer Verfassungsreform. Grundsätzlich stimmten die meisten Parteien darin überein, dass eine Reform der im Wesentlichen noch auf dem Modell von 1947 beruhenden Verfassung trotz der mittlerweile mehrfach erfolgten Verfassungszusätze notwendig sei. Über das notwendige Ausmaß solcher Änderungen bestand jedoch Dissens. Präsident Chen erklärte, dass es sein Ziel sei, ein Referendum über eine grundlegend neue Verfassung abzuhalten, was wiederum von den Vertretern des pan-blauen Lagers für unnötig gehalten wurde. Auch die Volksrepublik China sprach sich entschieden dagegen aus, weil sie befürchtete, dass in dem Referendum gleichzeitig die Frage nach der vollständigen Souveränität Taiwans gestellt werden könnte.

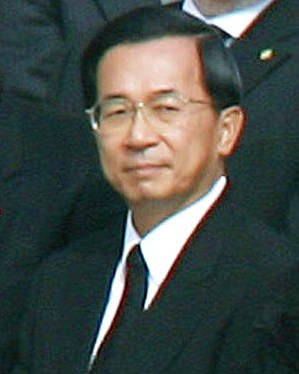
Chen Shui-bian amtierender Präsident und DDP-Parteivorsitzender
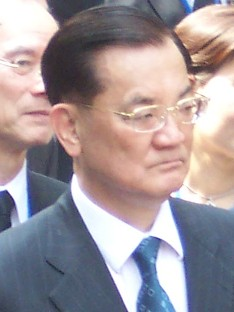
Lien Chan KMT-Parteivorsitzender
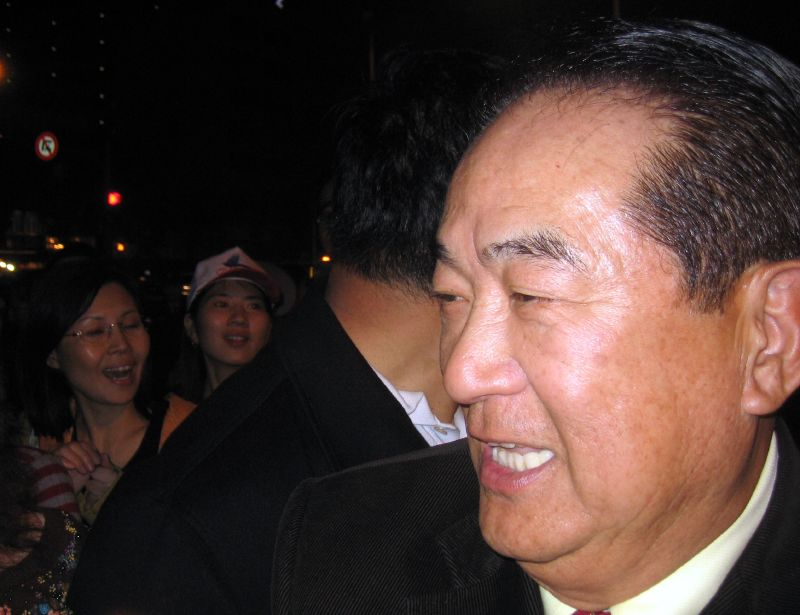
James Soong Vorsitzender der Qinmindang

## Wahlmodus
Der Wahlmodus entsprach einer Mischung aus Verhältniswahl und personalisierter Wahl (nicht übertragbare Einzelstimmgebung). Jeder Wähler hatte eine Stimme. Mit dieser wählte er einen Abgeordneten im jeweiligen Wahlkreis und entschied zugleich indirekt über die Verteilung der Partelistenmandate. Von den 225 Abgeordneten wurden 176 in Mehrpersonen-Wahlkreisen und 41 über landesweite Parteilisten gewählt. 8 weitere Abgeordnetensitze waren für wahlberechtigte Auslandstaiwaner reserviert. Unter den 176 Wahlkreismandaten befanden sich 8, die für die Ureinwohner reserviert waren (jeweils 4 für die Ureinwohner des Hochlands und des Tieflands). Für die Parteilistenstimmen und die Stimmen der Auslandstaiwaner galt eine 5-Prozent-Sperrklausel.
Der amtierende Legislativ-Yuan hatte am 23. August 2004 mit großer Mehrheit einen Verfassungszusatz verabschiedet, der eine Reduzierung der Größe des Legislativ-Yuans auf 113 Sitze vorsah. Von diesen 113 Abgeordneten sollten 73 in Einpersonenwahlkreisen, 6 in Mehrpersonenwahlkreisen für die Ureinwohner und 34 weitere über Parteilisten gewählt werden. Diese Wahlrechtsänderung trat allerdings erst nach der Wahl am 7. Juni 2005 in Kraft.

## Ergebnisse

### Gesamtergebnis
Bei der Wahl waren 16.258.979 Bewohner Taiwans wahlberechtigt. Davon beteiligten sich 9.649.868 (59,35 %). 9.572.532 Stimmen waren gültig und 77.336 (0,8 %) ungültig. Von den 144.646 wahlberechtigten Ureinwohnern des Tieflands beteiligten sich 63.954 (44,2 %) und von den 155.629 wahlberechtigten Ureinwohnern des Hochlands 82.477 (53,0 %).
| Partei | Partei                                                                                 | Stimmen   | Stimmen | Mandate | Mandate    | Sitze | Sitze   | Sitze    |
| Partei | Partei                                                                                 | Zahl      | in %    | Listen- | Wahlkreis- | Zahl  | %       | +/-      |
| ------ | -------------------------------------------------------------------------------------- | --------- | ------- | ------- | ---------- | ----- | ------- | -------- |
|        | Kuomintang (中國國民黨)                                                                | 3.190.081 | 32,83 % | 15      | 64         | 79    | 35,1 %  | +11      |
|        | Qinmindang (親民黨, englisch People First Party)                                       | 1.350.613 | 13,90 % | 6       | 28         | 34    | 15,1 %  | −12      |
|        | Unparteiische Solidaritätsunion (無黨團結聯盟, englisch Non-Partisan Solidarity Union) | 353.164   | 3,63 %  | 0       | 6          | 6     | 2,7 %   | (neu) +6 |
|        | Xindang (新黨, englisch New Party)                                                     | 12.137    | 0,12 %  | 0       | 1          | 1     | 0,4 %   | ±0       |
|        | Pan-blaue Koalition (泛藍陣營)                                                         | 4.905.995 | 50,49 % | 21      | 99         | 120   | 53,3 %  | +5       |
|        | Demokratische Fortschrittspartei (民主進步黨)                                          | 3.471.429 | 35,72 % | 16      | 73         | 89    | 39,6 %  | +2       |
|        | Taiwanische Solidaritätsunion (台灣團結聯盟, englisch Taiwan Solidarity Union)         | 756.712   | 7,79 %  | 4       | 8          | 12    | 5,3 %   | −1       |
|        | Taiwan-Unabhängigkeitspartei (建國黨)                                                  | 1.935     | 0,02 %  | 0       | 0          | 0     | 0 %     | ±0       |
|        | Pan-grüne Koalition (泛綠陣營)                                                         | 4,230,076 | 43,53 % | 20      | 81         | 101   | 44,9 %  | +1       |
|        | Sonstige kleinere Parteien                                                             | 3.996     | 0,04 %  | 0       | 0          | 0     | 0,0 %   | −1       |
|        | Unabhängige                                                                            | 577.292   | 5,94 %  | 0       | 4          | 4     | 1,8 %   | −5       |
| Gesamt | Gesamt                                                                                 | 9.717.359 | 100,0 % | 41      | 184        | 225   | 100,0 % | –        |

Sitzverteilung im gewählten Legislativ-Yuan:

Von den 225 neu gewählten Abgeordneten waren 178 Männer und 47 (20,9 %) Frauen.

### Wahlkreiskarten

Regionale Mehrheiten bei der Wahl: Mehrheit für die pan-blaue Koalition Mehrheit für die pan-grüne Koalition Mehrheit für die Unparteiische Solidaritätsunion
Wahlkreisergebnisse für die 176 in den Wahlkreisen gewählten Abgeordneten, sowie die jeweils 8 durch die Ureinwohner und Auslandstaiwaner, und die 41 über Landeslisten gewählten Abgeordneten in hexagonaler Darstellung (Farben wie beschrieben)

## Nach der Wahl
Die Wahlbeteiligung war mit 59,4 % außerordentlich niedrig und lag deutlich unter der der Präsidentenwahl neun Monate zuvor (80,3 %) und der der vorangegangenen Wahl des Legislativ-Yuans 2001 (66,2 %). Im Ergebnis konnten die Parteien der pan-blauen Koalition knapp ihre Mehrheit im Legislativ-Yuan behaupten. Aufgrund des relativ schlechten Abschneidens seiner Partei erklärte Chen Shui-bian am 15. Dezember 2004 seinen Rücktritt vom Parteivorsitz der DPP. Sein Nachfolger in diesem Amt wurde Su Tseng-chang.